# Anatoli Berezovoj
Anatoli Nikolajevitsj Berezovoj (Russisch: Анато́лий Никола́евич Березово́й) (District Tachtamoekajski, 11 april 1942 – Moskou, 20 september 2014) was een Russisch ruimtevaarder. Berezovoj’s eerste en enige ruimtevlucht was Sojoez T-5 en begon op 13 mei 1982. De vlucht was de eerste missie naar het nieuwe ruimtestation Saljoet 7, dat vijf weken daarvoor werd gelanceerd en pas acht dagen in zijn operationele baan zat.
Berezovoj werd in 1970 geselecteerd als astronaut en in 1992 ging hij als astronaut met pensioen. Tijdens zijn missie maakte hij één ruimtewandeling. Van 1992 t/m 1999 was hij Deputy President van de Russische ruimtevaartorganisatie Roskosmos. 
Berezovoj ontving meerdere onderscheidingen en titels, waaronder Held van de Sovjet-Unie, de Medaille van verdienste voor ruimteonderzoek en de Leninorde.